# ネシャン・サーガ
『ネシャン・サーガ』 (Neschan-Trilogie) は、ドイツの作家ラルフ・イーザウが書いたファンタジー小説。全3巻。
キリスト教の観念を底辺とし、現実世界（われわれが住む地球）と、父なる神イェーヴォーの子、悪神メレヒ＝アレスが作った世界「ネシャン（涙の地）」とで起こる物語が同時進行する。
日本版はあすなろ書房より発行、訳者は酒寄進一。

## あらすじ
ヨナタンはセダン帝国北方、キトヴァ―ル村に暮らす14歳の少年である。優しい養父と共に生活していたヨナタンはある日、森に散歩に出る。空を見ながら歩いていた彼は、運悪く深い穴に落ちてしまった。抜け出そうと試行錯誤していると、彼は美しくも奇妙な杖を発見する。ヨナタンが杖を持って穴から出ようとした途端、運悪く怪物ツチクイが襲いかかってきた。結局彼が養父ナヴラン・ヤシュモンの待つ小屋に帰れたのは翌朝のことである。恐る恐る帰宅したヨナタンが杖をナヴランに見せると、杖を介してナヴランの感情が流れ込んできた。ヨナタンが杖について尋ねると、年老いた養父は決してその杖に手を触れようとせず、杖の来歴とそれにまつわる神話、自身とヨナタンの使命について語りだした。
ヨナタンが見つけた杖は「ハシェベト」と呼ばれる。これは父なる神イェーヴォーの使者たる裁き司のみが持つことを許されるもので、イェーヴォーに由来する「力(コアハ)」を宿している。これに触れることができるのは裁き司か、あるいはイェーヴォーに選ばれし者だけである。ハシェベトは第六代裁き司ゴエルの代で行方不明になっており、ナヴランは裁き司の使者「カロジム」の一員として長らくこれを探し続けてきた。ハシェベトが見つかった以上は一刻も早くゴエルがいる「英知の庭（ガン・ミシュパト）」へ運ばなければならず、その運び手にヨナタンは選ばれたのだ。
その夜、イェーヴォーの使いである天使ベネルがヨナタンの枕元に現れる。ベネルによると、ネシャンの南方に位置する国「テマナー」の王、バール＝ハッザトがハシェベト出現の知らせを掴み、これを手にするため配下の将軍ゼトアを遣わしたのだという。バール＝ハッザトは闇の神メレヒ＝アレスの使徒であり、テマナーはヨナタンたちの住むセダン帝国と長らく対立している。将軍ゼトアはすでに3隻の船を率いてこの地に向かっている。ベネルは更に、明日港に停泊する船「世界の風」号にのって出発せよと告げる。ヨナタンは激しく混乱しながらも、必ずハシェベトを英知の庭に届けることを約束し、旅立つのだった。
スコットランドにもう一人の主人公がいる。名前はジョナサン・ジェイボック、14歳の誕生日を数か月後に控える少年である。彼はまたスコットランド南東部の街・ローンヘッドのはずれにある寄宿学校の生徒でもある。ジョナサンは豊かな感受性と神への篤い信仰心、そして年齢に見合わない程の明晰な頭脳を持っている。しかしながら彼は幼い頃に重い病気にかかり、それ以来車椅子での生活を余儀なくされていた。彼はここ数年、頻繁に奇妙な夢を見る。病気で歩けなくなったその日から、自分と同じ年頃の子供「ヨナタン」が夢に出てくるようになっていたのだ。夢の中の「ヨナタン」はジョナサンと似たような容姿を持ち、同じ速度で成長し、まるで実在するかのように生活していた。健康でたくましく成長したヨナタンとは反対に、ジョナサン自身はきゃしゃなで病弱な少年である。夢の中の事として特に気にすることもなく生きてきたが、夢を見るようになって数年目、状況が大きく変化する。夢の中で数日経つと、現実で同じだけの日数がジョナサンの記憶から抜け落ちているのだ。祖父であるジェイボック卿の元で暮らすことになってからも病状は変わらず、悪化の一途をたどっていく。
そして彼はついに昏睡状態に陥ってしまい……

## ネシャンに存在する国・地域等
セダン帝国
涙の地ネシャンの多くの地域を治める大帝国。首都はセダノール。国内にはイェーヴォーの教えが広く伝わっている。南西部はテマナーと接している。闇の神メレヒ＝アレスを信奉するテマナーに対する砦となってきたため、光の国とも呼ばれる。先帝はツィルゴン。物語序盤ではツィルギス帝が治めていた。キトヴァ―ルはセダン帝国の北域に位置する。
テマナー国
テマナーは「南方の地」の意。言葉通りネシャン南部に存在する。首都はゲドール。闇の神メレヒ＝アレスを信奉するため、闇の国とも呼ばれる。現在の支配者は、メレヒ=アレスの使徒と目されるバール=ハッザト。先帝はグラントール。
スカーク王国
派手な色を好む知性ある鳥人、スカーク族が治める土地。領土はさほど大きくないが、鳥人が治めているせいか、超高層建築物が多い。君主はキリクフ王。
ボレミド族
海中に住み王国を築いている種族。作中には王子シャフーシュが登場する。

## 登場するキャラクター

### 主人公達と仲間
ヨナタン
主人公。
「全き愛」を持っているとベイルにいわれた少年。
幼い頃に海からナヴランの家に流れ着き、ナヴランに育てられる。 3巻ではバール＝ハッザトの力の増幅器である「目」を破壊して世界の洗礼を成し遂げるためネシャン各地を旅する。
ジョナサン・ジェイボック
準主人公。スコットランドに住む少年。幼い頃重い病気にかかり、その後遺症で歩けなくなった。車椅子生活を余儀なくされている。とても頭が良く、不勉強な牧師を言い負かすほど弁が立つ少年。
ヨミ
「世界の風」号の船長カルデクの養子。背が高く痩せている青年。元は実の両親と共にダロム＝マオスという街で暮らしていた。ダロム＝マオスがテマナー軍に襲撃された際、両親とは生き別れになっている。3巻で両親と再会するまでテマナー軍に殺されたと思いこんでいた。
テマナー軍の将軍としてゼトアを激しく嫌っていたが、親の仇である将軍とゼトアは別人であることを知る。さらに、奴隷として売られた両親をゼトアが保護していたことがわかると、そのことをゼトアに感謝する。
ヨナタンの最初の旅の友。
ギンバール
背が低く、がっしりした体つきの青年。両親が海賊に捕まり、アジトに連行された後に生まれた子供。そのため、海賊として育った。「ギム（父親の名）の子」という意味。
ヨナタンの二人目の旅の友。空賊時代の色々な経験を生かしてヨナタン達をサポートした。
2巻でヨナタンを庇って一度死んだものの、ヨナタンの祈りによって復活した。それ故、「よみがえりし者」と呼ばれることとなる。また、この時、彼の胸には鷲のあざが残された。
2巻の最後でバルタンの娘シェリマと結婚しており、息子シェリバールと娘アイーシャの父となる。
フェリン
セダン帝国の第二皇子。兄に第一皇子のボーマスがいる。
セディン宮殿に幽閉されたヨナタンがセダノールから脱出するのを手引きし、そのまま仲間になった。
剣術と弓術を得意とする。彼の愛剣はハシェベトの奇跡によって「バール・シェベト」となった。
バルタン
セダン帝国の大商人。ナヴランと同じくカロジムの一員である。のちにギンバールの舅となる。
イェージル
名前の意味は「影の守り」。経験豊かなバルタンの隊商の長。
マーラ砂漠を横断するときは、ヨナタンのたちのよき協力者になった。
ガルモク
ハル=レヴィヤタンのアケルダマ湖にあるバール=ハッザトの「目」を守っていた竜。当初は「目」の魔力に操られていたが、ヨナタンが「目」を破壊してからは自分を取り戻し、仲間となる。
バール=ハッザトにだまされて、一週間に一回アケルダマ湖の水を飲まないと生きられない体になっている。
セダノール攻防戦においては、戦いのさなかにヨナタンたちを乗せて飛来。炎を吐いて片っ端から闇の軍勢を打ち落とす活躍ぶりを見せた。

### 神々とその使者裁き司
イェーヴォー
すべての神であり、メレヒ=アレスを含む神々の父。[あるがままに]の意
ベネル
イェーヴォーの使い。作中ではミカエルも同様にイェーヴォーの使いである。
イェノアハ
初代裁き司。[イェーヴォーの慰め]の意。
アラヨト
第二代裁き司。ネシャンにはびこる悪しき被造物たちの集団を打倒した。
エリル
第三代裁き司。
イェーパス
第四代裁き司。癒しの力に長けていた。[イェーヴォーの純金]の意。
アシェレル
白いバラを紋章とする第五代裁き司。天地創造の言葉で[神の幸福/喜び]の意。
ゴエル
第六代裁き司。地上にいた時の名はメン・ツェ（訳者の酒寄曰く「孟子」らしい）。
グラントールの軍団をハシェベトで単身打ち倒そうとした際、グラントールの嘲笑に我を忘れ、イェーヴォーではなく、自分の名の下に悪を根絶やしにすると叫んでしまった。そのため、グラントールの軍団は倒したものの、自身は英知の庭に運ばれ、一生そこから出られなくなってしまう。その際にハシェベトも行方不明になっている。ヨナタンの師。
ゲシャン
第七代裁き司。
ヨナタンの真の姿である。[強固]の意。
メレヒ=アレス
ネシャンを創造した悪神。イェーヴォーの末の子。

### セダン帝国
ツィルギス
セダン帝国の皇帝。見栄っ張りな性格。
ボーマスとフェリンという二人の皇子がいるが、聡明すぎるフェリンを嫌い、一度勘当している。テマナーの司祭フファルトールの凶手に倒れるが、いまわの際に己の間違いを悔いてフェリンに詫びた。
ボーマス
ツィルギスの長男。父の死後皇帝となるも、数日後にセダノール攻防戦において戦死した。父親とは違い、フェリンのことを嫌っていない。
バラサダン
ツィルギスの側近で、風変わりな発明家。作中では「バラ」と呼ばれる場面もある。
発明品は、「絶対盗まれない庭園家具」「飛行船」など、多岐にわたる。セダノール攻防戦において、彼の数々の軍事的発明品が都の防衛に一役買っている。
セリーナ
セダン帝国の皇后、のちに皇太后。ツィルギスの妻であり、ボーマスとフェリンの母。身分ある女性らしい感性を持つ。

### テマナー
バール=ハッザト
テマナーの王。人ならざる力を持つ。
ゼトア
テマナー軍の冷酷な将校。若くしてバール＝ハッザトに重用されテマナー軍を率いる。主命によってヨナタン達の旅を執拗に邪魔するも、徐々に己の行動に葛藤するようになる。最終局面においてヨナタンたちの仲間に加わる。バール=ハッザトの部屋に仕掛けられている罠について警告するため侵入し、命を落とした。世界の洗礼の際に復活している。
本人曰く奴隷がひどい扱いをされるのに胸を痛めており、彼が少年の頃「新品」としてヨミの両親が売り出された際にはこれを買い取った。以来自身の屋敷の使用人として二人を保護している。
グラントール
テマナーの先代皇帝。第六代ゴエルとの戦いでハシェベトが起こした竜巻に巻き込まれる。
フファルトール
テマナーからの使い。フファルトール・フォン・ゲドール卿を称し、政治の顧問としてツィルギス帝に取りいる。彼の姦計によって、ツィルギス帝への忠誠篤い側近たちが次々殺された。姦計に気づいたフェリンの剣に倒れるも、最後の力を振り絞りツィルギス帝を毒の塗られたガラスの短剣で刺殺した。
アドファド＝ハッザト
ゼトアが軍を率いるようになる以前、ヨミの一家が住むダロム＝マオスが襲撃された当時のテマナーの将軍。作中ではゼトアのセリフに名前が登場するのみである。

### 主人公達の育て親と親族
ジェニファー・レフトショア
ジョナサンの母親。
ジョナサンを産んだ際に亡くなっている。漁師の娘だったため、ジェイボック卿は息子と彼女の結婚に猛反対した。ポートアークの生まれ。
ジェイコブ・ジェイボック
ジョナサンの父親。ジェイボック卿の息子で、ジェイボック家の跡取り。ジェニファーとの結婚を認めてもらえなかったため二人は駆け落ちし、ジェニファーの故郷で彼女の両親と共に暮らした。
嵐による事故で命を落とすが、いまわの際にようやくジェイボック卿と和解できた。
タリカ
ジョナサンの先祖にあたる女性。五代目裁き司アシェレルの地上にいた頃の名前である。
ナヴラン・ヤシュモン
ヨナタンの養父。
漁師であり、海から流れ着いたヨナタンを育てていた。
冒頭で自分がカロジムの一員であることを明かす。

### ベーミッシュ
ディン=ミキト
ベーミッシュの生き残り。「希望の子」という意味。
自分がベーミッシュの唯一の生き残りだと思っていたため、ヨナタンに、子孫を作るのに必要な「核」を渡す。これにより、ヨナタンは生き物と意思疎通が可能になった。
もっとも、後にヨナタンが、ベーミッシュのほかの生き残りであるバル=シリキトを発見している。
バル=シリキト
『忘れられた島』の「ガン・エデン（喜びの庭）」にいたベーミッシュ。「命の樹の芽」という意味。

### その他
ゼフォン
禁断の地にいた樹。ヨナタンとヨミを奴隷にしようとした。
カルデク
「世界の風号」の船長。
ヨミの養父。
アソン
片目の男。[死神]の意。
ギム
ギンバールの父で元商人。
自分の乗っていた船が海賊に襲われたとき、海賊の頭にマストが倒れ掛かってきた。放って置けば海賊の頭は頭を強打して死ぬはずだったが、ギムが突き飛ばしたために命拾いした。そのせいでいまだに海賊のアジトに「客」として捕らえられている。
海賊をかばった際に足がマストの下敷きになり、片足が義足になった。
ダガー
ギンバールの母親。
シェリバール
ギンバールとシェリマの息子。「シェリの子」の意。
アイーシャ
ギンバールとシェリマの娘。
キリクフ
スカーク王国国王。
ケーマル
スカーク王国で宿屋を開いている。
イェージルの古い知合い。
コルバン
フェリンの剣術の師匠。
サハヴェル
フェリンの剣術の師。カロジムの一員。
ドルバトン大公
セダン帝国の重臣。
メリン=バロデシュ公
セダン帝国の重臣。セダノール攻防戦にて戦死。
サンダイ＝ユブレシュ=カンシブ
東部の部族の長。“誉れ高き汗”とも呼ばれる。
サミュエル・フォルター
ジョナサンが通う学校の用務員。生徒たちから非常に信頼されている。
アルフレッド
ジェイボック家の執事。曽祖父の代からジェイボック家に仕えている。
ウィリアム・マーシャル
ジョナサンの家庭教師。オラムの地上での姿。
サー・モルメック
ローンヘッドの寄宿学校の校長。
時間と規則と礼儀作法に非常に厳格。
シャフーシュ
ボレミド族の王子。
シュシュ
ボレミド族の女王。
ジルバール
イェージルの息子。
シンヤン
ヤミナの父。
ゾルガン
英知の庭にある、裁き司の館の使用人。
バリーナ
ゾルガンの妻。
ツビッチュ
ノック=ノック
スカーク族。
ビティア
第六代裁き司ゴエルの孫。のちにヨナタンの恋人になる。
フィム
夢の島
巨大な島のように見える生物。本名はガラル。ベーミッシュたちには「ラック・ゼラミート（海の道）」と呼ばれている。
船乗りたちに恐れられている。
ヤミナ
「東域」のとある部族の娘。フェリンと結婚する。
リリト
東域を根拠地とするタルギシュ族の娘。東域を旅していたゲシャン達に助けられる。
オラム
作中では正体が明かされていない。世界観を共有する「ミラート年代記」では、タリカに想いを寄せていたことをほのめかす記述がある。

## 地名
ここではネシャンの地名のみを扱う。
- アケルダマ湖
- アバドン
- 英知の庭
- 永遠の防壁
- 大いなる海
- 大いなる壁
- ガノール
- 臥龍山脈
- カルタン
- カンダマール
- キトヴァール
- 浄めの湖
- 禁断の地
- クイリト
- クオン河
- グリュント=エル川
- ケゼー
- ゲドール
- ゴルプ
- 裁き司の屋敷
- シンガト
- スカーク王国
- セダノール
- セダン湾
- セダン河
- ゼフォン
- セリン川
- セリン=ベリダシュ
- ダロム=マオス
- チルプ
- ツーリム・カレポト山脈
- バシャン
- 果てしなき海
- ハル=リヴィヤタン(ハル=レヴィヤタン)※
- ピュルツ=エル川
- ベリ=メケシュ
- 北海
- 炎の山
- マーラ砂漠
- 南の尾根
- メジラー
- メレジン
- 忘れられた島

※ハル=リヴィヤタンは、地図中ではハル=リヴィヤタンとなっているが、物語中においてはハル=レヴィヤタンになっている。

## 既刊
1. Die Träume des Jonathan Jabbok 『ヨナタンと伝説の杖』 日本版:2000年12月発行 ISBN 4751521217
2. Das Geheimnis des siebten Richters 『第七代裁き司の謎』 日本版:2001年6月発行 ISBN 4751521225
3. Das Lied der Befreiung Neschans 『裁き司 最後の戦い』 日本版:2001年12月発行 ISBN 4751521233

### 邦訳
あすなろ書房
- 1　ヨナタンと伝説の杖　2000
- 2「禁断の地」2004
- 3「イェーヴォーの呪い」2001
- 4「三人の旅人」2004
- 5「セダノール幽閉」2005
- 6「第七代裁き司の謎」2001
- 7　新たなる旅立ち　2004
- 8「セダノール攻防戦」2004
- 9　裁き司最後の戦い　2001